# Hypoptopoma
Hypoptopoma (Гіпоптопома) — рід риб триби Hypoptopomatini з підродини Hypoptopomatinae родини Лорікарієві ряду сомоподібні. Має 15 видів. Наукова назва походить від грецьких слів hypo, тобто «під», optoma — «бачити», poma — «кришечка».

## Опис
Загальна довжина представників цього роду коливається від 2,9 до 10,5 см. Усе тіло вкрито кістковими пластинками. Голова сильно сплощена, нагадує лопату. Очі доволі великі, розташовані з боків голови. Рот являє собою своєрідну присоску. Позаду голови присутні широкі пластинки. Тулуб подовжений, хвостове стебло звужується. Скелет складається з 26-29 хребців. Спинний плавець доволі великий, високий, деякі види мають 1 жорсткий промінь. Грудні плавці довгі й помірно широкі. Черевні плавці дещо поступаються останнім. Хвостовий плавець усічений з виїмкою або розрізом.
Забарвлення сіре або коричневе з різними відтінками. По основному фону розкидані дрібні світлі цяточки або широкі поперечні смуги більш темного кольору.

## Спосіб життя
Це демерсальні риби. Зустрічаються в заростях осоки, яка росте вздовж берегів спокійних, каламутних річок. Значну частину часу ці соми «висять» на листках, гілках або стеблах рослин. Живляться м'якими водоростями, яких всмоктують ротом.
Самиця відкладає світло-зелену ікру діаметром 1 мм на каміння. За ними піклуються самці. Через 3 дні з'являються мальки завдовжки 3 мм, а через 1 добу вони стають самостійними й можуть плавати.

## Розповсюдження
Мешкають у басейнах річок Парана, Парагвай, Ориноко, Мадейра й Амазонка — у Бразилії, Венесуели, Колумбії, Еквадорі, Перу, Болівії та Аргентині.

## Тримання в акваріумі
Підходить ємність від 100 літрів. На дно насипають дрібний пісок сірого кольору. Уздовж заднього скла висаджують рослини з довгим стеблом на кшталт валіснерії або очерету, який закріплюють на дні. Як декорації поміщають 1—2 корчі середнього розміру.
Не агресивні риби. Тримають групою від 5 особин. Сусідами можуть стати тетри, донні панцирні соми. Годують риб свіжими овочами, ошпареним листям салату, кропиви. Як замінник приліплюють до вертикального скла таблетки для рослиноїдних сомів. З технічних засобів знадобиться внутрішній фільтр середньої потужності для створення помірної течії, компресор. Температура утримання повинна становити 23—26 °C.

## Види
- Hypoptopoma baileyi
- Hypoptopoma bianale
- Hypoptopoma brevirostratum
- Hypoptopoma elongatum
- Hypoptopoma guianense
- Hypoptopoma gulare
- Hypoptopoma incognitum
- Hypoptopoma inexspectatum
- Hypoptopoma joberti
- Hypoptopoma machadoi
- Hypoptopoma muzuspi
- Hypoptopoma psilogaster
- Hypoptopoma spectabile
- Hypoptopoma steindachneri
- Hypoptopoma sternoptychum
- Hypoptopoma thoracatum